# Jurij Prochorenko
Jurij Prochorenko ( * 9. března 1951) je bývalý ukrajinský atlet startující za Sovětský svaz, halový mistr Evropy ve skoku o tyči z roku 1982.

## Kariéra
Největších úspěchů dosáhl při halových mistrovstvích Evropy. V roce 1975 obsadil šesté místo, o rok později se stal halovým mistrem Evropy, v roce 1978 obsadil čtvrté místo. Startoval také dvakrát na olympiádě – úspěšnější byl v Montrealu v roce 1976, kde skončil desátý.